# Doleschallia bisaltide
Doleschallia bisaltide (Cramer, [1777]) é uma espécie de inseto da ordem Lepidoptera; uma borboleta da família Nymphalidae e subfamília Nymphalinae com diversas subespécies que se distribuem pela região indo-malaia (incluindo Sri Lanka, Índia, Península da Malásia, Filipinas e Indonésia) até o leste da Austrália (em Queensland e Nova Gales do Sul; onde é nomeada, em inglês, Autumn Leaf; na tradução para o português, "folha outonal"), ilhas Salomão, Novas Hébridas e Nova Caledónia. Macho e fêmea são muito semelhantes. Sua coloração é caracterizada por apresentar asas de um laranja amarronzado, com tonalidade amarela e áreas enegrecidas no ápice das asas anteriores, vista por cima, e padronagem de folha seca em vista inferior; contendo pequenas manchas brancas, em alguns espécimes, e com ocelos que não comprometem sua camuflagem de "borboleta-folha". Seu tipo nomenclatural foi obscuramente descrito como coletado no Suriname (ou Sumatra?); inicialmente nomeado Papilio bisaltide, no século XVIII. Suas lagartas se alimentam de plantas dos gêneros Artocarpus (família Moraceae; Jaqueira), Asystasia, Calycanthus, Graptophyllum, Pseuderanthemum e Strobilanthes (família Acanthaceae).

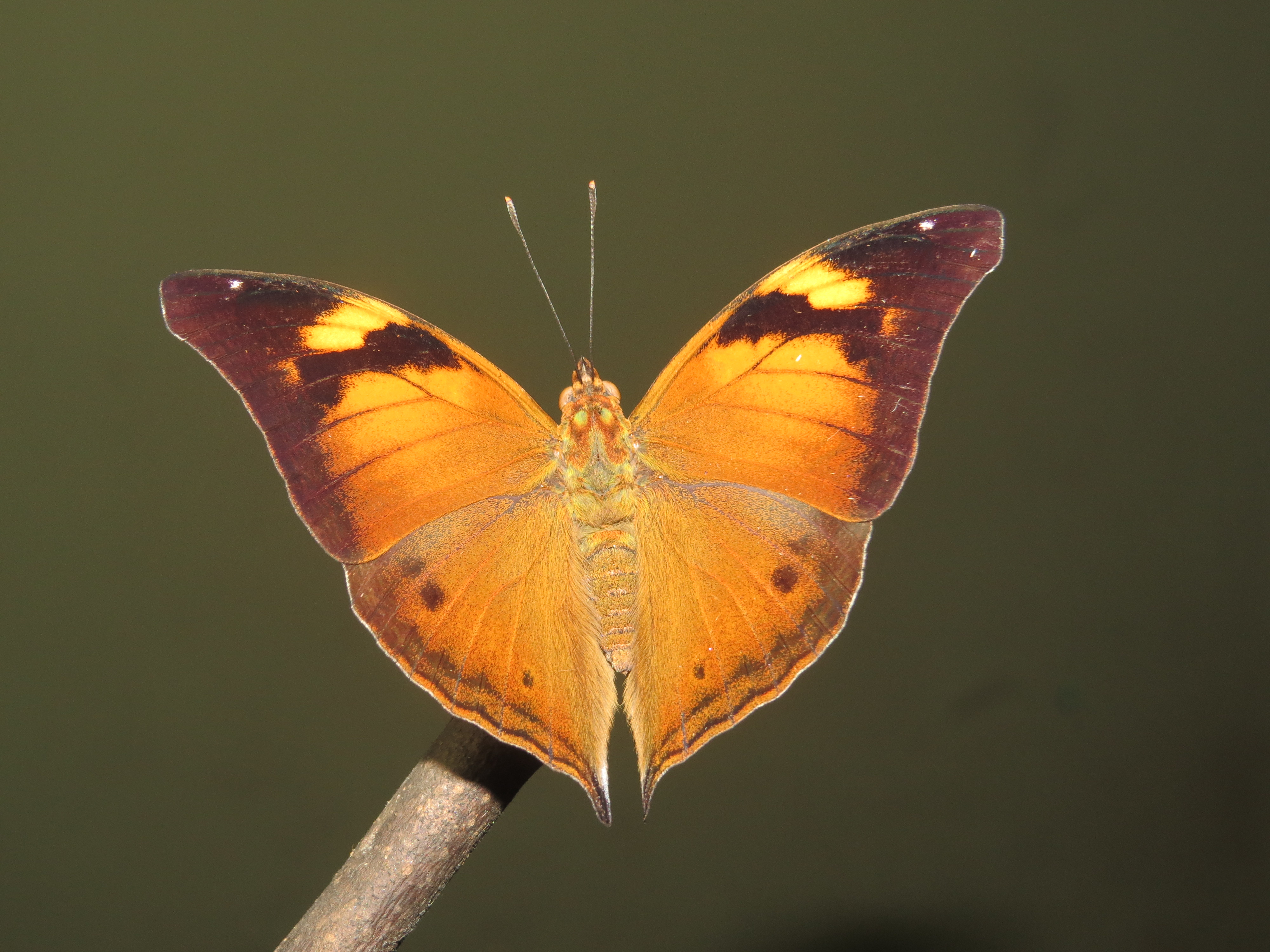
Vista superior de D. bisaltide ssp. malabarica, cujo tipo nomenclatural fora coletado em Karwar, Índia, no fim do século XIX.
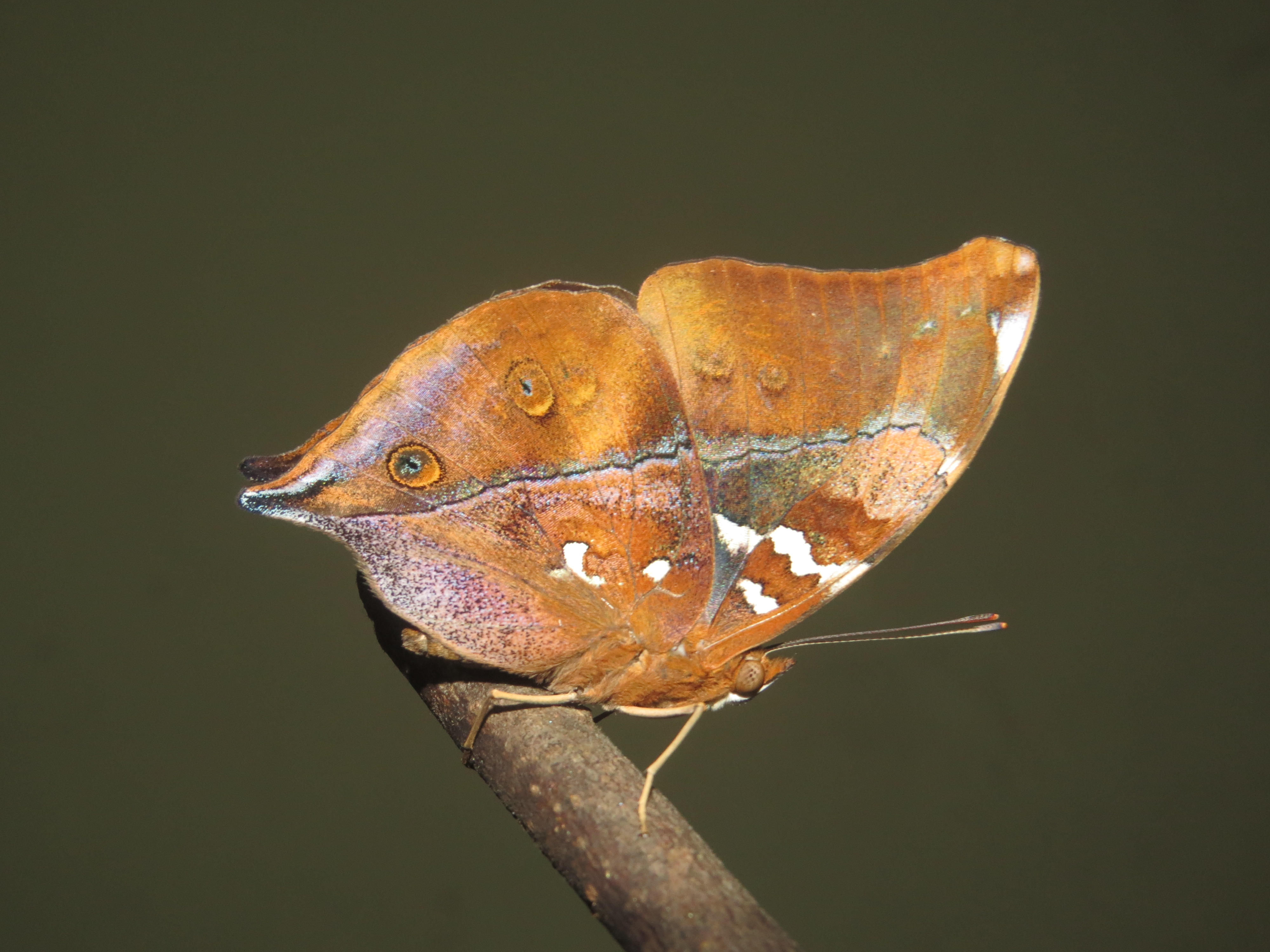
Vista inferior de D. bisaltide ssp. malabarica, cujo tipo nomenclatural fora coletado em Karwar, Índia, no fim do século XIX.

## Hábitos
Doleschallia bisaltide é uma espécie bem distribuída, podendo existir em floresta primária e secundária entre altitudes que vão do nível médio do mar a 1.400 metros. Adultos têm voo forte, direto e muito rápido; encontrados isoladamente em estradas, clareiras e pedreiras em áreas florestais; com machos podendo ser avistados a absorver umidade mineralizada da areia e de rochas nas margens de rios e de florestas.